# ヤン・マリペトル
ヤン・マリペトル（Jan Malypetr、1873年12月21日 - 1947年9月27日）は、チェコスロバキアの政治家、首相（1932-1935）、農業党所属。
ボヘミア中部クラドノ近郊のクロブキ生まれ。1920年、下院議員に当選。アントニーン・シュヴェフラ第一次政権で内務大臣を務めた後、1925年から下院議長に就いた。
1932年10月、フランチシェク・ウドルジャルの辞任を受けて、首相に就任した。前政権崩壊の要因であった農業党内の対立を解消し、政権基盤が安定したことによって、マリペトル政権は、均衡財政を掲げて、内閣に置かれた経済諮問委員会を活用し、農業保護政策や失業問題などの恐慌対策に取り組んだ。しかし財政赤字の増加によって、その原因とみなされた失業手当と国営企業の赤字問題をめぐる連立各党間の対立が深まった。こうした政策対立による政治の停滞を回避するため、マリペトル政権期において、1933年6月、法律に代わって政令による決定を定めた授権法が導入された。これによって、たとえば労働組合による失業手当給付制度（ヘント・システム）の改正が行われ、失業手当の国庫負担額が削減された。
1934年2月14日、通貨コルナの切り下げに端を発して、連立の一角を占めていた国民民主党が政権を離脱したため、閣僚の交代が実施され、第二次政権が発足した。この政権では、穀物専売制の導入や社会保険法の改正などが行われ、経済への国家介入が強化された。1935年5月の総選挙を経て、6月3日、第三次政権が発足したが、ボフミール・ブラダーチ下院議長の死去を受けて、マリペトルが下院議長に立候補したため、10月、ミラン・ホッジャ政権に代わった。